# Judo na Igrzyskach Śródziemnomorskich 2005
Judo na Igrzyskach Śródziemnomorskich 2005 odbywało się w dniach 28 czerwca – 1 lipca 2005 roku. Zawodnicy obojga płci rywalizowali łącznie w czternastu konkurencjach w Pabellón Municipal Rafael Florido.

## Podsumowanie

### Klasyfikacja medalowa
| Klasyfikacja medalowa | Klasyfikacja medalowa | Klasyfikacja medalowa | Klasyfikacja medalowa | Klasyfikacja medalowa | Klasyfikacja medalowa |
| Miejsce               | Państwo               | Złoto                 | Srebro                | Brąz                  | Razem                 |
| --------------------- | --------------------- | --------------------- | --------------------- | --------------------- | --------------------- |
| 1                     | Hiszpania             | 3                     | 2                     | 3                     | 8                     |
| 2                     | Francja               | 3                     | 1                     | 2                     | 6                     |
| 3                     | Włochy                | 2                     | 3                     | 6                     | 11                    |
| 4                     | Turcja                | 2                     | 2                     | 4                     | 8                     |
| 5                     | Algieria              | 2                     | 0                     | 3                     | 5                     |
| 6                     | Grecja                | 1                     | 1                     | 1                     | 3                     |
| 7                     | Serbia i Czarnogóra   | 1                     | 0                     | 2                     | 3                     |
| 8                     | Słowenia              | 0                     | 3                     | 2                     | 5                     |
| 9                     | Egipt                 | 0                     | 2                     | 2                     | 4                     |
| 10=                   | Bośnia i Hercegowina  | 0                     | 0                     | 1                     | 1                     |
| =                     | Maroko                | 0                     | 0                     | 1                     | 1                     |
| =                     | Tunezja               | 0                     | 0                     | 1                     | 1                     |
| Razem                 | Razem                 | 14                    | 14                    | 28                    | 56                    |

### Medaliści
| Konkurencja    | 1. miejsce         | 2. miejsce         | 3. miejsce                           |           |           |           |
| Mężczyźni      | Mężczyźni          | Mężczyźni          | Mężczyźni                            | Mężczyźni | Mężczyźni | Mężczyźni |
| -------------- | ------------------ | ------------------ | ------------------------------------ | --------- | --------- | --------- |
| do 60 kg       | Umar Rabahi        | Rok Drakšič        | Javier Fernández Díaz Marco Caudana  |           |           |           |
| do 66 kg       | Miloš Mijalković   | Giovanni Casale    | Bektaş Demirel Ameen El-Hady         |           |           |           |
| do 73 kg       | Kiyoshi Uematsu    | Sezer Huysuz       | Nur ad-Din al-Jakubi Anthony Fritsch |           |           |           |
| do 81 kg       | Giuseppe Maddaloni | Klemen Ferjan      | Safouane Attaf Abderrahmane Benamadi |           |           |           |
| do 90 kg       | Ilias Iliadis      | Hiszam Misbah      | Francesco Lepre Burhan Koçan         |           |           |           |
| do 100 kg      | Ghislain Lemaire   | Bassel El-Gharbawy | Amel Mekić Dionisios Iliadis         |           |           |           |
| powyżej 100 kg | Selim Tataroğlu    | Paolo Bianchessi   | Obren Božović Islam El-Shehaby       |           |           |           |
| Kobiety        |                    |                    |                                      |           |           |           |
| do 48 kg       | Soraya Haddad      | Francesca Congia   | Vanesa Arenas Neşe Şensoy Yıldız     |           |           |           |
| do 52 kg       | Annabelle Euranie  | Aynur Samat        | Petra Nareks Lynda Mekzine           |           |           |           |
| do 57 kg       | Isabel Fernández   | Julieta Bukuwala   | Laura Maddaloni Fanny Riaboff        |           |           |           |
| do 63 kg       | Lucie Décosse      | Sara Álvarez       | Urška Žolnir Giulia Quintavalle      |           |           |           |
| do 70 kg       | Ylenia Scapin      | Raša Sraka         | Cecilia Blanco Tamara Šešević        |           |           |           |
| do 78 kg       | Esther San Miguel  | Stéphanie Possamaï | Lucia Morico Seda Karadağ            |           |           |           |
| powyżej 78 kg  | Belkıs Zehra Kaya  | Sandra Borderieux  | Barbara Andolina Insaf Yahyaoui      |           |           |           |